# Ta Matete
Ta Matete ou Le Marché est un tableau du peintre Paul Gauguin réalisé en peinture à l'huile sur toile  en 1892. Il mesure 73 × 92 cm et se trouve exposé au Kunstmuseum à Bâle, en Suisse.

## Histoire
Gauguin a peint cette œuvre lors de son premier séjour en Polynésie (1891-1893). Dans sa quête du primitif, il s'est inspiré pour créer cette œuvre d'une fresque égyptienne qu'il avait conservée dans une photographie.

## Description
Les cinq femmes assises représentées dans la scène seraient des prostituées qui s'offraient aux touristes occidentaux sur le marché de Papeete.
Les personnages n'ont pas de volume, de corporalité ni de mouvement et apparaissent découpés, presque plats, sur le fond. Au premier plan cinq femmes brunes vêtues de longues robes colorées sont assises sur un banc vert, en train de parler entre elles, sauf celle qui est au milieu, qui regarde devant elle. Une autre Tahitienne, debout sur le côté droit du tableau, les regarde en tournant la tête. Cette figure est coupée en raison de l'influence de la photographie sur le tableau, comme Degas l'avait fait des années auparavant. La pose de son pied, vu de dessus, joue avec les doubles perspectives comme l'auraient fait aussi les impressionnistes. Le paréo détaillé reflète l'influence des estampes japonaises.
À l'arrière-plan, deux hommes marchent entre des arbres, l'un d'eux tenant deux gros poissons dans ses mains. Au fond, on aperçoit la mer parmi la végétation luxuriante.
L'œuvre se structure en trois plans horizontaux. Les contours des éléments sont nettement dessinés et les couleurs sont vives et arbitraires, représentant le ciel en jaune ou les troncs d'arbres en bleu. La composition est influencée par l'art égyptien. Cette influence est reconnaissable dans les jambes et les têtes de profil et le tronc de face, ainsi que dans les deux figures de derrière, qui semblent être tirées de reliefs égyptiens.
La perspective est frontale. Le point focal de la lumière se situe dans le coin supérieur gauche du tableau, ce qui peut être perçu grâce aux ombres des personnages.